# 印度囊鰓鯰
印度囊鰓鯰，為輻鰭魚綱鯰形目囊鰓鯰科的其中一種，為熱帶淡水魚，分布於亞洲巴基斯坦、斯里蘭卡至緬甸淡水、半鹹水流域，體長可達30公分，棲息在沼澤、溪流及池塘泥底質底層水域，屬雜食性，生活習性不明，可做為食用魚、觀賞魚及養殖魚類。

## 扩展阅读
維基物種上的相關：印度囊鰓鯰